# Coupe de Biélorussie de football 2007-2008
Navigation
Coupe de Biélorussie 2006-2007 Coupe de Biélorussie 2008-2009
La Coupe de Biélorussie 2007-2008 est la 17e édition de la Coupe de Biélorussie depuis la dissolution de l'URSS. Elle prend place entre le 28 juillet 2007 et le 18 mai 2008, date de la finale au stade Dinamo de Minsk.
Un total de 48 équipes prennent part à la compétition, cela inclut l'intégralité des clubs de la saison 2007 des trois premières divisions biélorusses, à l'exception des équipes réserves, auxquelles s'ajoutent sept équipes amateurs ayant remporté leurs coupes régionales respectives, les qualifiant ainsi pour la coupe nationale.
La compétition suivant un calendrier sur deux années, contrairement à celui des championnats biélorusses qui s'inscrit sur une seule année, celle-ci se trouve de fait à cheval entre deux saisons de championnat ; ainsi pour certaines équipes promues ou reléguées durant la saison 2007, la division indiquée peut varier d'un tour à l'autre.
Le MTZ-RIPA Minsk remporte sa deuxième coupe nationale à l'issue de la compétition au détriment du Chakhtior Salihorsk. Cette victoire permet au club de se qualifier pour le premier tour de qualification de la Coupe UEFA 2008-2009.

## Seizièmes de finale
Les équipes de la première division 2007 font leur entrée à partir de ce tour.
| Date              | Locaux                      | Score                | Visiteurs                |
| ----------------- | --------------------------- | -------------------- | ------------------------ |
| 16 août 2007      | Zvyazda-BDU Minsk (D2)      | 1 - 2 ap             | (D2) Lokomotiv Minsk     |
| 16 août 2007      | Vertykal Kalinkavitchy (D2) | 0 - 3                | (D1) Daryda Minsk Rayon  |
| 16 août 2007      | FK Lida (D3)                | 1 - 2                | (D1) Dniepr Mahiliow     |
| 16 août 2007      | PKM-7 Hantsavitchy (A)      | 2 - 3                | (D1) MTZ-RIPA Minsk      |
| 16 août 2007      | Khimik Svietlahorsk (D2)    | 1 - 0                | (D1) Naftan Novopolotsk  |
| 16 août 2007      | Kommounalnik Slonim (D2)    | 0 - 5                | (D1) FK Homiel           |
| 16 août 2007      | FK Baranavitchy (D2)        | 0 - 3                | (D1) Nioman Hrodna       |
| 16 août 2007      | Kommounalnik Jlobine (D3)   | 1 - 1 ap (2 - 1 tab) | (D1) FK Smarhon          |
| 16 août 2007      | Volna Pinsk (D2)            | 0 - 1                | (D1) Dinamo Brest        |
| 16 août 2007      | Vedrytch-97 Retchytsa (D2)  | 0 - 1                | (D1) FK Minsk            |
| 16 août 2007      | Dinamo-Belkard Hrodna (D2)  | 1 - 2                | (D1) FK Vitebsk          |
| 16 août 2007      | Veras Niasvij (D2)          | 2 - 0                | (D2) Belchina Babrouïsk  |
| 19 août 2007      | Spartak Chklow (D2)         | 1 - 4                | (D1) BATE Borisov        |
| 5 septembre 2007  | Savit Mahiliow (D2)         | - 2                  | (D1) Chakhtior Salihorsk |
| 6 septembre 2007  | Miasokombinat Vitebsk (D2)  | 2 - 0                | (D1) Torpedo Jodzina     |
| 11 septembre 2007 | FK Mazyr (D2)               | 1 - 4                | (D1) Dinamo Minsk        |

## Huitièmes de finale
Les matchs aller sont joués les 15 et 16 mars 2008 tandis que les matchs retour sont joués les 21 et 22 mars 2008.
| Équipe 1                  | Score   | Équipe 2                    | Aller   | Retour  |
| ------------------------- | ------- | --------------------------- | ------- | ------- |
| Lokomotiv Minsk (D1)      | 1 - 2   | (D1) Dinamo Minsk           | 0 - 2   | 1 - 0   |
| Dinamo Brest (D2)         | 2 - 3   | (D1) FK Homiel              | 0 - 2   | 2 - 1   |
| FK Minsk (D2)             | 2 - 4   | (D1) Chakhtior Salihorsk    | 0 - 1   | 2 - 3   |
| Dniepr Mahiliow (D1)      | 2 - 0   | (D1) FK Vitebsk             | 1 - 0   | 1 - 0   |
| Daryda Minsk Rayon (D1)   | 2 - 0   | (D2) Nioman Hrodna          | 1 - 0   | 1 - 0   |
| Khimik Svietlahorsk (D2)  | 2 - 0   | (D3) Miasokombinat Viotebsk | 1 - 0   | 1 - 0   |
| BATE Borisov (D1)         | 2 - 0   | (D2) Veras Niasvij          | 1 - 0   | 1 - 0   |
| Kommounalnik Jlobine (D3) | forfait | (D1) MTZ-RIPA Minsk         | forfait | forfait |

## Quarts de finale
Les matchs aller sont joués le 29 mars 2008 tandis que les matchs retour sont joués le 2 avril 2008.
| Équipe 1                 | Score | Équipe 2                 | Aller | Retour   |
| ------------------------ | ----- | ------------------------ | ----- | -------- |
| Dniepr Mahiliow (D1)     | 0 - 1 | (D1) Dinamo Minsk        | 0 - 0 | 0 - 1 ap |
| Daryda Minsk Rayon (D1)  | 0 - 3 | (D1) Chakhtior Salihorsk | 0 - 0 | 0 - 3    |
| Khimik Svietlahorsk (D2) | 1 - 3 | (D1) BATE Borisov        | 1 - 2 | 1 - 0    |
| MTZ-RIPA Minsk (D1)      | 4 - 2 | (D1) FK Homiel           | 4 - 0 | 0 - 2    |

## Demi-finales
Les matchs aller sont joués le 16 avril 2008 tandis que les matchs retour sont joués le 30 avril 2008.
| Équipe 1                 | Score | Équipe 2            | Aller | Retour |
| ------------------------ | ----- | ------------------- | ----- | ------ |
| Chakhtior Salihorsk (D1) | 4 - 2 | (D1) Dinamo Minsk   | 1 - 0 | 3 - 2  |
| BATE Borisov (D1)        | 2 - 6 | (D1) MTZ-RIPA Minsk | 2 - 4 | 1 - 2  |

## Finale
| Entraîneur :        |
| Iouri Vergueïtchouk |

| Entraîneur :   |
| Iouri Pountous |

| Entraîneur :        |
| Iouri Vergueïtchouk |

| Entraîneur :   |
| Iouri Pountous |